# Tobias Hume

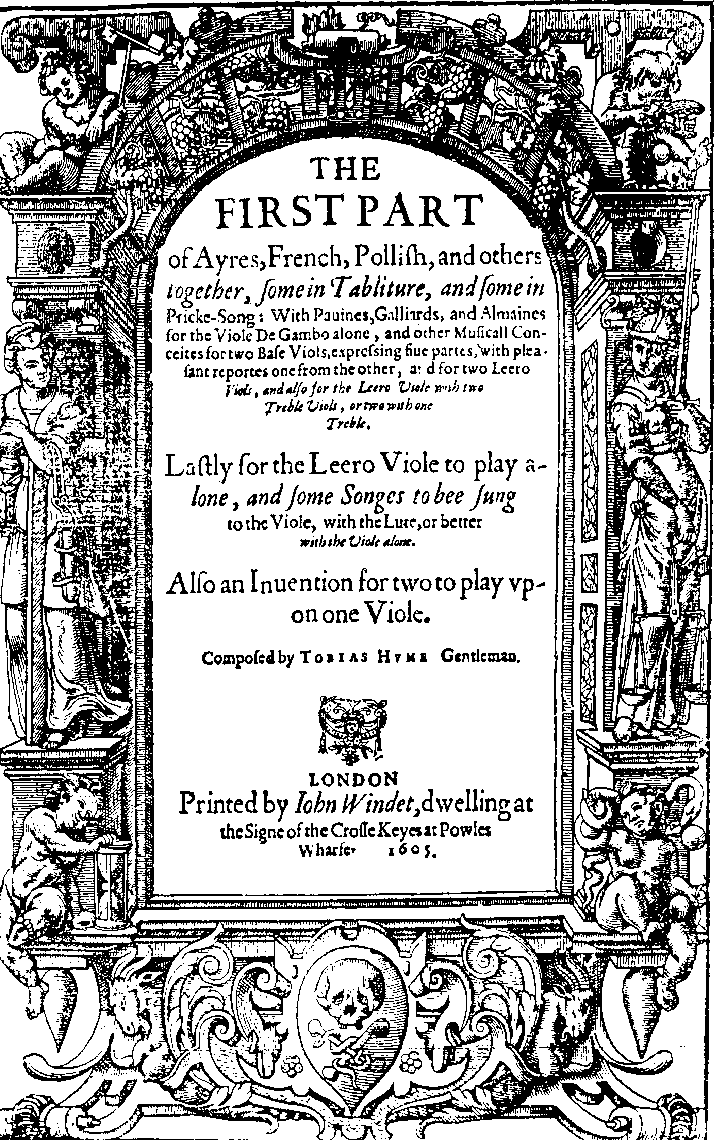
Portada de "First Part of Ayres". Ed. de John Windet. 1605.

Tobias Hume (c. 1569-16 de abril de 1645) fue un compositor escocés, violista y soldado.
Se conoce poco de su vida, pero se ha sugerido que nació en 1569 porque fue admitido en la cartuja de Londres en 1629, y el monasterio tenía el requisito de recibir sólo a mayores de 60 años, aunque no hay total certeza sobre este dato. Hume realizó la carrera militar, probablemente como mercenario, y se sabe que actuó como oficial en los ejércitos de Suecia y Rusia. 
Su obra musical publicada comprende composiciones para violas (incluyendo varios solos para la viola lira) y canciones, reunidas en dos colecciones: The First Part of Ayres (o Humores musicales 1605) y Captain Humes Poeticall Musicke (1607).
Se distinguió por promover la viola en épocas donde dominaba el laúd, lo que llevó incluso a John Dowland a publicar una refutación a sus ideas.
Hume fue también conocido como bromista, hecho que ilustran varias de sus obras musicales. Su pieza más notable en este sentido fue «An Invention for Two to Play upone one Viole». Se requieren dos arcos, y el intérprete de físico más pequeño está obligado a sentarse en el regazo del otro violista. Esta obra fue escrita en tablatura, y obviamente es técnicamente posible tocarla. Sus instrucciones para «golpear con el dorso del arco» constituyen la primera indicación conocida del col legno en la música occidental.